# Roberto Sabatino Lopez
Roberto Sabatino Lopez, également connu sous le nom Robert S. Lopez, né le 8 octobre 1910 à Gênes, Italie et mort le 6 juillet 1986 à New Haven, États-Unis, est un historien italo-américain. Il enseigne l'histoire médiévale à l'Université Yale durant 35 ans et est nommé Chairman of Medieval Studies. Il est membre de la Medieval Academy of America.

## Biographie
Diplômé de l'université de Milan en 1932, Roberto Sabatino Lopez travaille aux Archives d'État, puis est chargé de cours à l'université. Il publie des ouvrages sur le commerce génois, dont une biographie du navigateur Benedetto Zaccaria en 1933,.
D'origine juive sépharade, Roberto Sabatino Lopez émigre aux États-Unis en 1939 pour fuir le fascisme et ses lois iniques. Durant la Seconde Guerre mondiale, il travaille pour la station Voice of America et obtient un doctorat de l'université du Wisconsin. Il enseigne au Brooklyn College de l'université de la Ville de New York ainsi qu'à l'Université Columbia. Lopez est professeur d'histoire médiévale à l'université Yale jusqu'en 1981. Il obtient le titre de Chairman of Medieval Studies. Il est également membre de la Medieval Academy of America. Ses ouvrages sont consacrés au commerce de l'Europe médiévale et à la civilisation européenne. Il publie notamment La Naissance de l'Europe, paru en 1962 chez Armand Colin.
Robert S. Lopez épousa en 1946 Claude-Anne Kirschen, une réfugiée juive originaire de Belgique, arrivée à New York avec sa famille en 1940. Ils eurent deux enfants, Michael et Lawrence, et s'établirent à New Haven dans le Connecticut. Claude-Anne Lopez (1920-2012), francophone d'éducation, était une très érudite chercheuse universitaire spécialisée dans les études sur Benjamin Franklin qu'elle publia pour partie en langue française. Elle assura également de nombreuses traductions de texte français, italien ou latin en langue anglaise.